# آزپیندول
آزپیندول(به انگلیسی: Azepindole) ( McN-2453 ) یک ترکیب سه حلقه ای با اثرات ضد افسردگی و کاهنده فشار خون است که در اواخر دهه ۱۹۶۰ مورد مطالعه قرار گرفت اما هرگز به بازار عرضه نشد.